# Sega Networks
Sega Networks est une entreprise japonaise de développement de jeux vidéo, filiale à 100 % de Sega et basée dans l'arrondissement de Shinagawa à Tokyo. Le studio développe exclusivement des jeux pour tablettes et smartphones.

## Historique
À la suite d'une série de mauvais résultats financiers, Sega s'engage dans un processus de restructuration de son activité, plusieurs bureaux et studios sont alors fermés. La société nippone annonce son intention de davantage s'impliquer dans le marché du jeu sur mobile et tablette numérique (Android, iOS, Windows Phone).
Sega Networks est dévoilé lorsqu'il ouvre ses portes le 2 juillet 2012. L'entreprise est capitalisée à hauteur de 10 millions de yens (98 000 euros), compte 211 employés, et est dirigée par Haruki Satomi.
La première production du studio est l'adaptation sur iOS en free to play du jeu d'arcade Derby Owners Club, un jeu de simulation hippique.

## Jeux développés
| Titre             | Date de sortie | Plates-formes |
| ----------------- | -------------- | ------------- |
| Derby Owners Club | 2012           | iOS           |